# 알렉산드레 가마
알렉산드레 가마(브라질 포르투갈어: Alexandre Torreira da Gama Lima Casado 알레샨드리 토헤이라 다 가마 리마 카사두, 1968년 1월 4일 ~ )은 브라질의 축구 지도자로 현재 태국 리그 1의 포트 감독직을 맡고 있으며 대한민국에서도 지도자로 활동한 적 있다.

## 지도자 경력
2009년부터 2010년까지 경남 FC의 코치와 2011년 대한민국 축구 국가대표팀의 코치로 재직하였다. 대한민국 국가대표팀에서 물러난 후에는 태국 리그에서 감독을 맡았다.
2022년에는 이병근의 후임으로 대구 FC의 감독을 맡았으나, 성적 부진으로 2022년 8월 14일에 사퇴했다. 대구 FC는 최원권 수석코치가 감독 대행을 맡아 남은 시즌을 치렀다.

## 수상

### 지도자
알와흐다 FC
- UAE 프로리그 : 준우승 (2006)
- UAE 프레지던트컵 : 준우승 (2007)
- AFC 챔피언스리그 엘리트 : 4강 (2007)

 부리람 유나이티드
- 태국 리그 1 : 우승 (2014, 2015)
- 태국 FA컵 : 우승 (2015)
- 태국 리그컵 : 우승 (2015), 준우승 (2014)
- 코르 로열컵 : 우승 (2015, 2016)
- 토요타 프리미어컵 : 우승 (2016)
- 메콩 클럽 챔피언십 : 우승 (2015)

 치앙라이 유나이티드
- 태국 FA컵 : 우승 (2017, 2018)
- 태국 리그컵 : 우승 (2018), 준우승 (2017)
- 태국 챔피언스컵 : 우승 (2018)

 대한민국 (수석 코치)
- AFC 아시안컵 : 3위 (2011)

### 개인 (지도자)
- 태국 리그 1 이달의 감독상 : 2015년 3월/4월, 2019년 7월, 2021년 3월/10월
- 태국 리그 1 올해의 감독상 : 2015